# 獵狼連線
《獵狼連線》（英語：Trust）是一部2010年美國劇情驚悚片，由大卫·史威默執導，安迪·貝琳和羅伯特·費斯廷格編劇，克萊夫·歐文、凯瑟琳·基纳、傑森·克拉克、莉安娜·莉貝雷托和维奥拉·戴维斯主演，講述了一名14歲女孩在網上聊天室遇到一名冒充十幾歲男孩的男子後成為性虐待受害者的故事。
《獵狼連線》於2010年9月10日在多倫多國際電影節首映，2011年4月1日在美國院線上映。儘管該片在商業上表現不佳，但獲得了積極評價，其中莉貝雷托的表演贏得了好評。莉貝雷托榮獲芝加哥影展最佳女主角銀雨果獎，史威默則獲得多维尔美国电影节大獎特別獎提名。

## 剧情
在安妮·卡梅倫的十四歲生日那天，她收到了父母威爾和林恩送的一台筆記型電腦，她很快就在線上聊天室中遇到了一個名叫查利的男孩。查利最初聲稱自己16歲，然後承認自己是20歲，但最終又说是25歲。安妮起初吃了一驚，但後來自以为他們兩人相愛了。經過兩個月的線上通訊後，查利邀請安妮在商場與他見面。她發現他實際上是一個三十多歲的男人。查利說服痛苦又不舒服的安妮和他一起去咖啡館吃冰淇淋。安妮後來陪查利去了一家汽車旅館，在那裡他讓她試穿他買給她的內衣，然後強暴了她，並拍攝了這段痛苦的經歷。在學校，安妮最好的朋友布里塔妮與她對質，说在沙龍工作時看到她和查利在商場裡。布里塔妮告知學校管理部門後，警察来学校帶安妮離開，引起了其他學生的注意。這些事件由聯邦調查局探員道格·泰特領導調查。
聯邦調查局讓安妮打電話給查利，試圖找出他的身份，但他識破了詭計，在他們追蹤到他的位置之前封鎖了她的電話號碼。威爾聘請了新泽西州的一家私人調查公司來抓捕查利，但這是徒勞的，查利掩蓋了他的IP位址，将他的位置伪造成捷克。隨著威爾對抓住查利的執著不斷加深，他與家人的關係變得緊張，他開始做女兒被強暴的惡夢。他也開始質疑自己在廣告公司的工作，公司經常在廣告中使用青少年的挑逗性照片。安妮開始去看醫院輔導員蓋爾·弗里德曼，她向輔導員吐露自己愛查利，也相信查利也愛她。安妮回到學校后，布里塔妮想要道歉，但安妮命令布里塔妮永遠不要再和她說話。
查利的身份仍未確定，但DNA證據證明他之前还曾性虐待其他幾名年輕女孩。在看到查利受害者的照片後，安妮离家出走，向弗里德曼尋求安慰，最後承認自己被強暴了。第二天早上，安妮在學校的排球比賽中繼續她的生活。威爾看到人群中一名男子正在為女孩們拍照，誤認為他是一名登記在冊的性犯罪者。威爾殴打了他，但事實證明他是對方球隊一名球員的父親。被殴打的男子没有提出指控，威爾為自己的行為向安妮道歉，但她感到被羞辱，堅持认为自己的生活是因為他而毀掉的。
安妮從布里塔妮口中得知，在某個網站上，有人发布了她的色情照片，还洩露了她的手機號碼和地址。回家後，安妮將自己鎖在浴室裡，服用過量藥物想要自殺。林恩驚慌之下打来電話，威爾上楼在浴缸裡发现安妮，将她送往醫院。布里塔妮和安妮一起過夜，陪伴她，修復着她們破裂的友誼。安妮醒來，發現父親正坐在屋外。威爾承認他总是責怪自己沒有採取足夠的措施來保護她，虽然他認為自己不值得，但还是懇求她的原諒。安妮哭了，然後擁抱了他。

## 演员
- 莉安娜·莉貝雷托（英语：Liana Liberato） 饰 安妮·卡梅伦
- 克萊夫·歐文 饰 威尔·卡梅伦，林恩的丈夫，安妮的父親
- 凯瑟琳·基纳 饰 林恩·卡梅伦，威尔的妻子，安妮的母親
- 维奥拉·戴维斯 饰 盖尔·弗里德曼，醫院辅导员
- 傑森·克拉克 饰 道格·泰特，聯邦調查局特工
- 克里斯·亨利·考菲（英语：Chris Henry Coffey） 饰 “查利”/格雷厄姆·韦斯顿，安妮在網路上認識的男子
- 諾亞·埃莫里奇 饰 阿尔·哈特，威尔的老板
- 斯賓塞·克尼特 饰 彼得·卡梅伦，威尔和林恩的儿子，安妮的哥哥
- 艾絲琳·黛布奇 饰 凯蒂·卡梅伦，威尔和林恩的小女儿，安妮的妹妹
- 佐伊·萊文（英语：Zoe Levin） 饰 布里塔妮，安妮最好的朋友

## 制作
史威默在接受採訪時表示，他一直希望安妮由14歲的孩子扮演，因為「如果你讓18、19或20歲的人來扮演14或15歲的人，那就存在危險，這非常微妙，幾乎不知不覺中，觀眾會說，『哦，這並沒有那麼糟糕。』」他根據與強姦基金會（The Rape Foundation）14年的合作和7年的研究改編了這部電影。安妮被強暴的場景是盡可能晚拍攝的，以確保「莉安娜有一個真正安全的環境」。在七年的製作過程中，編寫了大約50個劇本草稿。

## 發行
該片於2010年多倫多國際影展首映。

## 反響

### 票房
《獵狼連線》的預算为400萬美元，在北美僅獲得$120,016，海外僅獲得$475,423，全球總收入為$595,439。